# Buch der Balladen
 (juin 2017).
Si vous disposez d'ouvrages ou d'articles de référence ou si vous connaissez des sites web de qualité traitant du thème abordé ici, merci de compléter l'article en donnant les références utiles à sa vérifiabilité et en les liant à la section « Notes et références ».
Albums de Faun
Faun & The Pagan Folk Festival - Live
(2008) Eden
(2011)
Buch der Balladen est le cinquième album du groupe allemand de paganfolk, médiéval et dark wave Faun, sorti en 2009.
Il présente principalement des ballades médiévales et a la particularité de n'avoir été enregistré qu'avec des instruments acoustiques.

## Liste des titres
| 1.    | Prolog                | 0:27 |
| 2.    | Sigurdlied            | 4:06 |
| 3.    | Herr Heinerich        | 7:20 |
| 4.    | Senpolska             | 5:29 |
| 5.    | Tanz über die Brücke  | 4:05 |
| 6.    | Brynhildur Táttur     | 1:47 |
| 7.    | Nahtegal              | 2:32 |
| 8.    | Jahrtausendalt        | 4:55 |
| 9.    | Der wilde Wassermann  | 7:02 |
| 10.   | Belle Dame Sans Merci | 4:48 |
| 42:31 |                       |      |

| Titre bonus - Édition limitée et digipack, Allemagne | Titre bonus - Édition limitée et digipack, Allemagne | Titre bonus - Édition limitée et digipack, Allemagne | Titre bonus - Édition limitée et digipack, Allemagne | Titre bonus - Édition limitée et digipack, Allemagne | Titre bonus - Édition limitée et digipack, Allemagne | Titre bonus - Édition limitée et digipack, Allemagne | Titre bonus - Édition limitée et digipack, Allemagne | Titre bonus - Édition limitée et digipack, Allemagne | Titre bonus - Édition limitée et digipack, Allemagne |
| No                                                   | Titre                                                | Durée                                                |                                                      |                                                      |                                                      |                                                      |                                                      |                                                      |                                                      |
| ---------------------------------------------------- | ---------------------------------------------------- | ---------------------------------------------------- | ---------------------------------------------------- | ---------------------------------------------------- | ---------------------------------------------------- | ---------------------------------------------------- | ---------------------------------------------------- | ---------------------------------------------------- | ---------------------------------------------------- |
| 11.                                                  | Brynhilds Lied                                       | 9:50                                                 |                                                      |                                                      |                                                      |                                                      |                                                      |                                                      |                                                      |
| 52:21                                                |                                                      |                                                      |                                                      |                                                      |                                                      |                                                      |                                                      |                                                      |                                                      |